# Francisco Filho (1971)
Pour les articles homonymes, voir Francisco Filho et Filho.
Francisco Filho, né le 10 janvier 1971, est un pratiquant brésilien de Karaté Kyokushinkai, évoluant avec succès sur le circuit de kickboxing du K-1.

## Titres
- 1991 : 5e Kyokushin World Tournament : Best 16
- 1995 : Hundred Men Kumite : Terminé
- 1995 : 6e Kyokushin World Tournament : 3e Place
- 1997 : 1er Kyokushin World-wide Heavyweight : Champion
- 1997 : K-1 World Grand Prix 1997 : 3e Place
- 1999 : 7e Kyokushin World Tournament : Champion
- 2000 : K-1 World Grand Prix 2000 in Yokohama : Champion
- 2001 : K-1 World Grand Prix 2001 : Finaliste